# Zápas na Letních olympijských hrách 1976 – muži, volný styl do 82 kg
Zápas ve volném stylu ve váhové kategorii do 82 kg probíhal na Letních olympijských hrách 1976 v Montrealu, v multifunkční hale Maurice Richard Arena. O medaile se utkalo celkem 18 zápasníků.

## Turnajové výsledky
Za prohru zápasníci získávají záporné body. 6 bodů vyřazuje zápasníka z dalších bojů. Poté, co zbývají poslední tři borci, utkají se tito ve finálovém kole o medaile.
Legenda
- TF — Lopatkové vítězství
- IN — Vítězství pro soupeřovo zranění
- DQ — Vítězství pro soupeřovu pasivitu
- D1 — Vítězství pro soupeřovu pasivitu, vítěz taktéž napomínán
- D2 — Oba zápasníci diskvalifikováni pro pasivitu
- FF — Kontumační vítězství
- DNA — Soupeř nenastoupil
- TPP — Trestné body celkem
- MPP — Trestné body za zápas

Sankce
- 0 - Lopatkové vítězství, technická převaha, pro pasivitu, zranění soupeře, nenastoupení
- 0,5 - Výhra na body, 8-11 bodů rozdíl
- 1 - Výhra na body, 1-7 bodů rozdíl
- 2 - Výhra pro pasivitu, vítěz taktéž napomínán
- 3 - Prohra na body, 1-7 body rozdíl
- 3,5 - Prohra na body, 8-11 bodů rozdílu
- 4 - Prohra lopatková, technickou převahu, pro pasivitu, zranění, nenastoupení

### Kolo 1
| TPP | MPP |                            | Skóre     |                               | MPP | TPP |
| --- | --- | -------------------------- | --------- | ----------------------------- | --- | --- |
| 4   | 4   | Masaru Motegi (JPN)        | TF / 1:03 | Ismail Abilov (BUL)           | 0   | 0   |
| 4   | 4   | David Aspin (NZL)          | TF / 1:18 | Chimidiin Gochoosüren (MGL)   | 0   | 0   |
| 0   | 0   | Viktor Novožilov (URS)     | DQ / 8:42 | Vasile Iorga (ROU)            | 4   | 4   |
| 0   | 0   | Richard Deschatelets (CAN) | DQ / 5:54 | Imad Faddoul (LIB)            | 4   | 4   |
| 0   | 0   | John Peterson (USA)        | TF / 1:18 | Anthony Shacklady (GBR)       | 4   | 4   |
| 4   | 4   | André Bouchoule (FRA)      | 5 - 18    | Adolf Seger (FRG)             | 0   | 0   |
| 0   | 0   | István Kovács (HUN)        | DQ / 7:39 | Mohammad Hassan Mohebbi (IRI) | 4   | 4   |
| 4   | 4   | Manuel Villapol (PUR)      | DQ / 7:43 | Birahim Diop (SEN)            | 0   | 0   |
| 1   | 1   | Henryk Mazur (POL)         | 9 - 4     | Mehmet Uzun (TUR)             | 3   | 3   |

### Kolo 2
| TPP | MPP |                               | Skóre     |                             | MPP | TPP |
| --- | --- | ----------------------------- | --------- | --------------------------- | --- | --- |
| 4   | 0   | Masaru Motegi (JPN)           | TF / 0:41 | David Aspin (NZL)           | 4   | 8   |
| 0   | 0   | Ismail Abilov (BUL)           | TF / 5:01 | Chimidiin Gochoosüren (MGL) | 4   | 4   |
| 0   | 0   | Viktor Novožilov (URS)        | TF / 0:42 | Richard Deschatelets (CAN)  | 4   | 4   |
| 4   | 0   | Vasile Iorga (ROU)            | DQ / 7:37 | Imad Faddoul (LIB)          | 4   | 8   |
| 0   | 0   | John Peterson (USA)           | DQ / 8:43 | André Bouchoule (FRA)       | 4   | 8   |
| 8   | 4   | Anthony Shacklady (GBR)       | TF / 2:32 | Adolf Seger (FRG)           | 0   | 0   |
| 0   | 0   | István Kovács (HUN)           | TF / 2:06 | Manuel Villapol (PUR)       | 4   | 8   |
| 7   | 3   | Mohammad Hassan Mohebbi (IRI) | 10 - 13   | Henryk Mazur (POL)          | 1   | 2   |
| 4   | 4   | Birahim Diop (SEN)            | DQ / 5:26 | Mehmet Uzun (TUR)           | 0   | 3   |

### Kolo 3
| TPP | MPP |                     | Skóre     |                             | MPP | TPP |
| --- | --- | ------------------- | --------- | --------------------------- | --- | --- |
| 4   | 0   | Masaru Motegi (JPN) | DQ / 7:00 | Chimidiin Gochoosüren (MGL) | 4   | 8   |
| 3.5 | 3.5 | Ismail Abilov (BUL) | 2 - 11    | Viktor Novožilov (URS)      | 0.5 | 0.5 |
| 5   | 1   | Vasile Iorga (ROU)  | 8 - 6     | Richard Deschatelets (CAN)  | 3   | 7   |
| 0.5 | 0.5 | John Peterson (USA) | 14 - 4    | Adolf Seger (FRG)           | 3.5 | 3.5 |
| 3   | 3   | István Kovács (HUN) | 7 - 8     | Mehmet Uzun (TUR)           | 1   | 4   |
| 8   | 4   | Birahim Diop (SEN)  | TF / 5:21 | Henryk Mazur (POL)          | 0   | 2   |

### Kolo 4
| TPP | MPP |                     | Skóre     |                        | MPP | TPP |
| --- | --- | ------------------- | --------- | ---------------------- | --- | --- |
| 8   | 4   | Masaru Motegi (JPN) | TF / 1:34 | Viktor Novožilov (URS) | 0   | 0.5 |
| 3.5 | 0   | Ismail Abilov (BUL) | TF / 3:48 | Vasile Iorga (ROU)     | 4   | 9   |
| 1.5 | 1   | John Peterson (USA) | 10 - 3    | István Kovács (HUN)    | 3   | 6   |
| 3.5 | 0   | Adolf Seger (FRG)   | 26 - 6    | Henryk Mazur (POL)     | 4   | 6   |
| 4   |     | Mehmet Uzun (TUR)   |           | Bye                    |     |     |

### Kolo 5
| TPP | MPP |                        | Skóre     |                     | MPP | TPP |
| --- | --- | ---------------------- | --------- | ------------------- | --- | --- |
| 4   | 0   | Mehmet Uzun (TUR)      | DQ / 7:30 | Ismail Abilov (BUL) | 4   | 7.5 |
| 4.5 | 4   | Viktor Novožilov (URS) | 4 - 20    | John Peterson (USA) | 0   | 1.5 |
| 3.5 |     | Adolf Seger (FRG)      |           | Bye                 |     |     |

### Kolo 6
| TPP | MPP |                   | Skóre  |                        | MPP | TPP |
| --- | --- | ----------------- | ------ | ---------------------- | --- | --- |
| 6.5 | 3   | Adolf Seger (FRG) | 9 - 13 | Viktor Novožilov (URS) | 1   | 5.5 |
| 7.5 | 3.5 | Mehmet Uzun (TUR) | 5 - 13 | John Peterson (USA)    | 0.5 | 2   |

### Finále
Výsledky z předchozích kol se započítávají do finále (žlutě zvýrazněno)
| TPP | MPP |                        | Skóre  |                        | MPP | TPP |
| --- | --- | ---------------------- | ------ | ---------------------- | --- | --- |
|     | 0.5 | John Peterson (USA)    | 14 - 4 | Adolf Seger (FRG)      | 3.5 |     |
|     | 4   | Viktor Novožilov (URS) | 4 - 20 | John Peterson (USA)    | 0   | 0.5 |
| 6.5 | 3   | Adolf Seger (FRG)      | 9 - 13 | Viktor Novožilov (URS) | 1   | 5   |

## Finálové pořadí
1. John Peterson (USA)
2. Viktor Novožilov (URS)
3. Adolf Seger (FRG)
4. Mehmet Uzun (TUR)
5. Ismail Abilov (BUL)
6. Henryk Mazur (POL)
7. István Kovács (HUN)
8. Masaru Motegi (JPN)